# 钓鱼台遗址
钓鱼台遗址是一处位于中国河北省保定市晓林村的新石器时代仰韶文化遗址，1982年7月23日公布为河北省文物保护单位，2006年5月25日被列入第六批全国重点文物保护单位。